# Ferrari 512S
Ferrari 512S ist die Bezeichnung des 1970 in 25 Exemplaren für die Sportwagen-Klasse gebauten Rennwagens als Antwort auf den Porsche 917. Analog zum 1969 in nur wenigen Exemplaren gebauten Ferrari 312P mit Dreiliter-V12-Motor für die Prototypen-Klasse bezeichnet 512S das nach Sportwagen-Regeln gebaute Modell mit Fünfliter-V12-Motor. Dieses Aggregat leistete anfangs 500 PS (370 kW), später bis zu 600 PS (440 kW). Eine Ende 1970 modifizierte Variante des 512S, die dem 917 stärker ähnelt, hieß 512M. Ab 1976 übertrug Ferrari diese Nomenklatur auch auf die Straßenwagen der Ferrari-512-BB-Serie.

## Geschichte
Anfang der Saison 1969 wurde klar, dass die seit Ende 1967 auf drei Liter begrenzten Prototypen mit Formel-1-Motoren nicht die beste Wahl für Langstreckenrennen sein würden, denn Porsche hatte eine Lücke im Reglement konsequent ausgenutzt und gleich 25 Exemplare eines neuen Sportwagens gebaut, der bis zu 5 Liter Hubraum aufweisen durfte. Damit bekamen die ebenfalls zahlreich gebauten, aber schon alten Ford GT40 Mk. I einen modernen Nachfolger, den 917. Das verhältnismäßig kleine Unternehmen Porsche entschloss sich zu dieser riskanten Investition, weil es darauf vertraute, auch die teuren, aber zunächst konkurrenzlosen 917 verkaufen zu können, nachdem in den Vorjahren Dutzende von Rennwagen an Kundenteams gegangen waren.
Enzo Ferrari, der den Markt für Kundenrennfahrzeuge seit Jahren vernachlässigt und zuletzt 1967 mit dem Ferrari 330P4 einen Vierliter-V12-Prototyp eingesetzt hatte, entschloss sich zur Flucht nach vorne, verkaufte Firmenanteile an FIAT und investierte einen Teil des Erlöses in den Bau der nötigen 25 Exemplare eines Fünfliter-Sportwagens. Zum Ende des Jahres 1969, ein gutes halbes Kalenderjahr und eine volle Rennsaison später als der 917, wurde der 512S vorgestellt und die durch das Reglement verlangte Kleinserie produziert.
Die Homologation erfolgte im Januar kurz vor dem Rennen in Daytona. Ferrari konnte zwar mehrere 512 an Kundenteams wie North American Racing Team, Filipinetti, Francorchamps, Montjuich, Gelo und andere verkaufen, es blieben jedoch einige Chassis unverkauft. Eines wurde Pininfarina zur Verfügung gestellt, der damit die Designstudie Modulo erstellte.

## Rennsport
In der Markenweltmeisterschaft 1970 fuhr der 512S mit verschiedenen Karosserievarianten, die sich u. a. an den Anforderungen der einzelnen Rennstrecken orientierten. Außer Coupés gab es halboffene Spider und eine Variante mit Langheck (Coda Lunga) für die 24 Stunden von Le Mans. Aus Mangel an Entwicklungszeit und guter Rennvorbereitung gelang 1970 nur ein einziger Sieg bei den 12 Stunden von Sebring über die zuverlässigeren Porsche 917. Dies blieb der einzige Rennerfolg eines Ferrari 512 in der Markenweltmeisterschaft; außerhalb der Meisterschaft gelang noch ein Sieg in Kyalami.

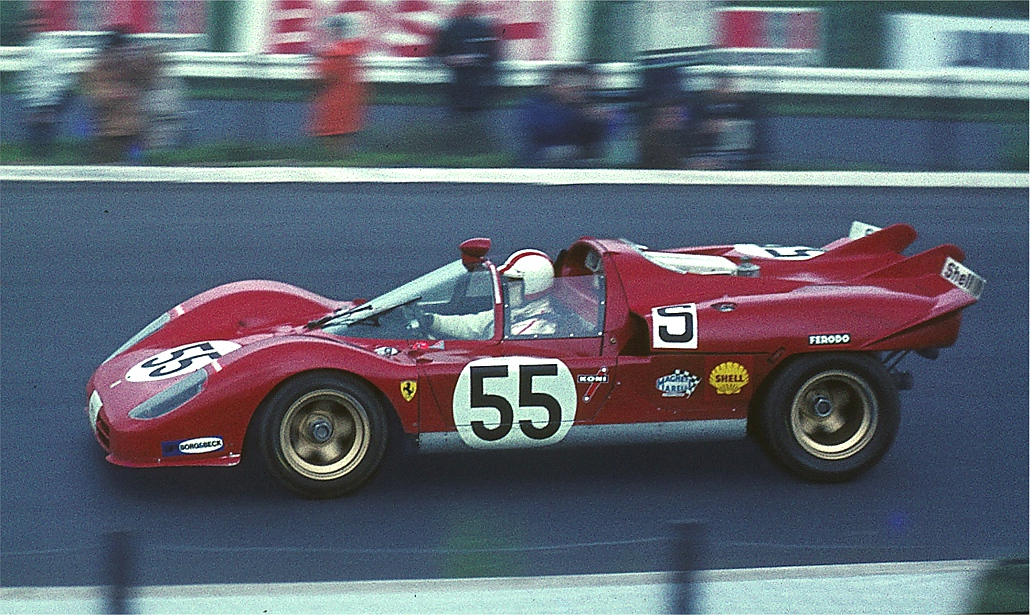
Halboffene Variante des Ferrari 512S, 1970 auf dem Nürburgring

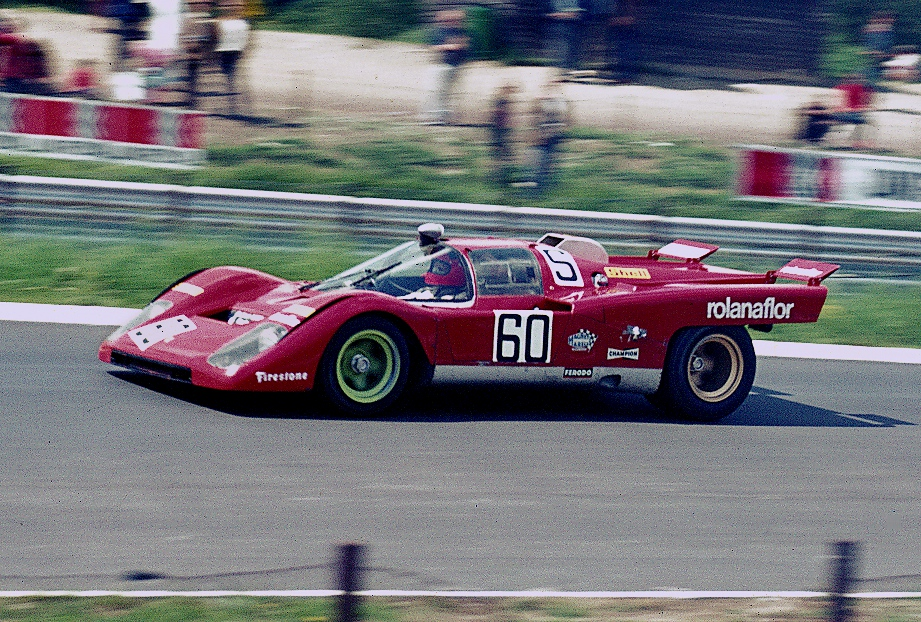
Modifizierter Ferrari 512M, 1971 auf dem Nürburgring

Erst zum Ende der Sportwagen-Weltmeisterschaft-Saison 1970, für das Rennen auf dem Österreichring, wurde der 512S zum 512M (Modificato) aufgewertet, der inzwischen hauptsächlich als keilförmiger und kurzer „S“ unterwegs war. Der 512M zeigte sich beim 1000-km-Rennen am Österreichring dem 917 sofort überlegen und stellte einige Rundenrekorde auf, bevor das Rennen für Ickx/Giunti wegen Problemen mit der Lichtmaschine endete. Das folgende Rennen, die 1000 km von Kyalami, gewannen Ickx/Giunti mit zwei Runden vor Siffert/Ahrens im Porsche 917.
Hauptunterschied war, dass das Zuffenhausener Porsche-Werk nur noch entwickelte, die aufwendigen Einsätze aber Teams wie John Wyer (von Gulf unterstützt), Porsche Salzburg und Martini überließ, sodass die Belastung bezüglich Zeit, Personal und Geld auf mehrere Schultern verteilt wurde. Dieses Prinzip ist heute noch üblich.
Ferrari dagegen trat wie früher als Werk (Scuderia Ferrari SEFAC) an und zeigte sich damit überfordert, was schon die Formel-1-Saison von 1966 gezeigt hatte, in der John Surtees ausstieg. Dieser „Veteran“ wurde nun wieder engagiert, obwohl zwei Formel-1-Piloten unter Vertrag standen, was aber für die Armada von bis zu vier Langstrecken-Werkswagen zu wenig war. Insgesamt zwölf wechselnde Fahrer kamen zum Einsatz. Porsche dagegen hatte einen festen Fahrerstamm.
Aus strategischen Gründen setzte Ferrari 1971 den 512 nicht mehr werksseitig ein, unterstützte aber auch die Kundenteams nicht. Die Scuderia Ferrari konzentrierte sich auf den 3-Liter-Prototyp 312PB, der schon den neuen Regeln der Markenweltmeisterschaft ab 1972 entsprach und nach Verbot der Fünfliter sehr erfolgreich war. Die drei Erfolge der Dreiliter-Alfa-Romeo Tipo 33 im Jahr 1971 zeigten, dass die 917 alles andere als unbesiegbar waren. Den mit drei Polepositions in vier Rennen schnellsten, da selbst weiterentwickelten, 512M setzte das amerikanische Team von Roger Penske ein. Der blau-gelbe von Sunoco gesponserte 512 hatte u. a. eine Schnelltankanlage und einen durchgehenden Heckflügel. Allerdings erzielte auch Penskes 512 keine großen Erfolge, da er meist durch technische Probleme oder Unfälle (oft an der Spitze liegend) aus- oder zurückfiel. Wie schon zuvor Wyer bot Porsche dem fähigen Konkurrenten eine Zusammenarbeit an, und Penske arbeitete ab 1972 als Partner von Porsche an den 917/10 Turbo für die CanAm-Serie.
Der Ferrari 512 wurde bis 1975 auch vereinzelt in Rennen der nordamerikanischen CanAm-Serie und dessen europäischem Pendant, der Interserie, eingesetzt, jedoch ebenfalls ohne nennenswerten Erfolg. Im Sommer 1971 starb bei einem Rennunfall auf dem Norisring der mexikanische Pilot Pedro Rodríguez, ansonsten Porsche-917-Werksfahrer bei Gulf-Wyer, in einem Ferrari 512 des Schweizers Herbert Müller. Müller verunglückte 1972 nach der Einführungsrunde zu einem Rennen der Interserie in einem anderen 512 auf der Start-und-Ziel-Geraden des Nürburgrings spektakulär, konnte aber dem brennenden Wagen entkommen.